# Gabriel Pimba
Pour les articles homonymes, voir Pimba (homonymie).
Gabriel Pimba est un footballeur brésilien né le 4 juillet 1990 à Mansidão. Il évolue au poste de milieu offensif.

## Biographie
Avec l'Atlético Paranaense, il dispute 15 matchs en Série A brésilienne, marquant un but, et deux matchs en Copa Sudamericana.

## Palmarès
- Vainqueur du Campeonato Paranaense en 2009 avec l'Atlético Paranaense
- Vainqueur du Campeonato Potiguar en 2010 avec l'ABC Natal
- Champion du Brésil de Série C (D3) en 2010 avec l'ABC Natal